# Christian Pescatori
Christian Pescatori (Brescia, 1971. december 1. –) olasz autóversenyző.

## Pályafutása
1993-ban megnyerte az Olasz Formula–3-as bajnokságot. Az ezt követő években a nemzetközi Formula–3000-es sorozatban szerepelt.
Jelentős sikereket ért el hosszútávú versenyeken. Johnny Herbert és Rinaldo Capello társaként megnyerte a 2002-es Sebringi 12 órás versenyt. 1997 és 2006 között hat alkalommal indult a Le Mans-i 24 órás autóversenyen. Legelőkelőbb helyezése két második hely volt a 2001-es, valamint a 2002-es futamról.

## Eredményei

### Le Mans-i 24 órás autóverseny
| Év   | Csapat                   | Autó                      | Csapattárs        | Csapattárs                 | Helyezés | Kiesés oka |
| ---- | ------------------------ | ------------------------- | ----------------- | -------------------------- | -------- | ---------- |
| 1997 | BMS Scuderia Italia      | Porsche 911 GT1           | Pierluigi Martini | Antônio Hermann de Azevedo | 11.      |            |
| 1999 | JMB Racing               | Ferrari 333SP             | Mauro Baldi       | Jérôme Policand            | Kiesett  | Motorhiba  |
| 2001 | Audi Sport North America | Audi R8                   | Rinaldo Capello   | Laurent Aïello             | 2.       |            |
| 2002 | Audi Sport North America | Audi R8                   | Rinaldo Capello   | Johnny Herbert             | 2.       |            |
| 2005 | BMS Scuderia Ferrari     | Ferrari 550 GTS Maranello | Fabrizio Gollin   | Miguel Ramos               | Kiesett  | Defekt     |
| 2006 | BMS Scuderia Ferrari     | Aston Martin DBR9         | Fabrizio Gollin   | Fabio Babini               | Kiesett  | Baleset    |

## Külső hivatkozások
- Hivatalos honlapja